# Dichelacera flavicosta
Dichelacera flavicosta är en tvåvingeart som beskrevs av Wilkerson 1981. Dichelacera flavicosta ingår i släktet Dichelacera och familjen bromsar.
Artens utbredningsområde är Venezuela. Inga underarter finns listade i Catalogue of Life.